# Educació al llarg de la vida
L'aprenentatge al llarg de la vida és un principi organitzatiu de totes les formes d'educació (formal, no formal i informal) amb components millor integrats i interrelacionats. Es basa en la premissa que l'aprenentatge no està confinat a un període específic de la vida, sinó que va "del bressol a la tomba" (sentit horitzontal), considera tots els contextos en què conviuen les persones com a família, comunitat, treball, estudi, oci, (sentit vertical), i suposa valors humanístics i democràtics com l'emancipació i la inclusió (sentit profund). Emfatitza l'assegurament dels aprenentatges rellevants (i no només l'educació) més enllà del sistema escolar.